# 西樵山
西樵山，是一座具有四五千万年歷史的死火山，位于中华人民共和国广东省佛山市南海区的西南部，距广州市68公里，是国家重点风景名胜区、国家森林公园和国家地质公园。西樵山总面积14平方公里，共有72峰，主峰346米。西樵山不单止自然风光秀丽，而且文化底蕴深厚，有“珠江文明的灯塔”、“南粤理学名山”等美誉。

## 地质形成
珠江三角洲在四五千万年之前是一个古海湾，当时有一次火山爆发喷出大量熔岩，在海水中凝结后，形成一个锥形山体，这就形成了西樵山的雏形。以后在旧山体上又出现了几次熔岩的喷发，这就形成了现在的72峰。经历了几千万年之后，珠江三角洲才逐渐冲刷而成，西樵山也变成了平地突起的一座死火山，并在山上逐渐长满了各种植物，变得现在这样风光秀丽。

## 自然景色

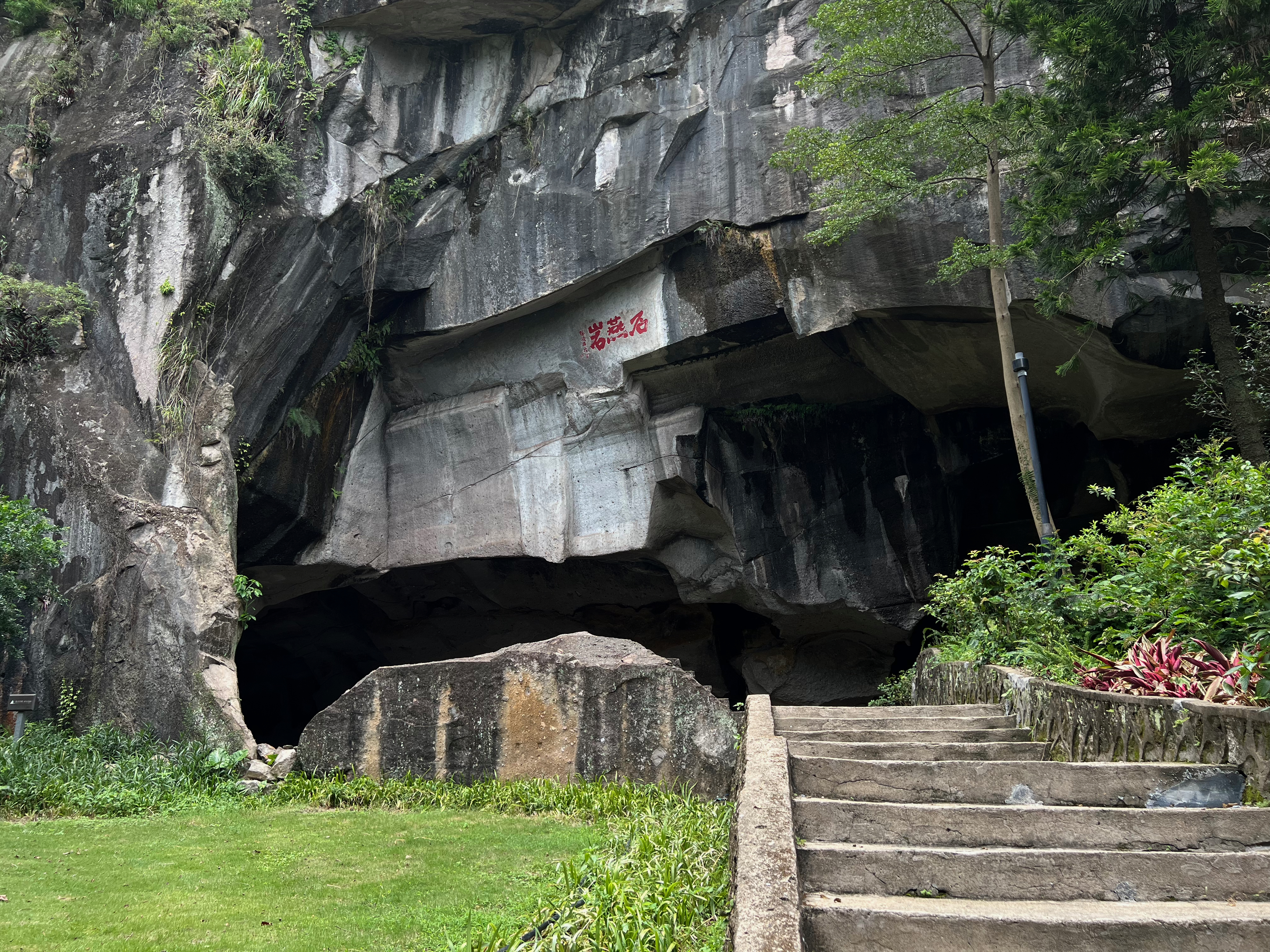
石燕岩

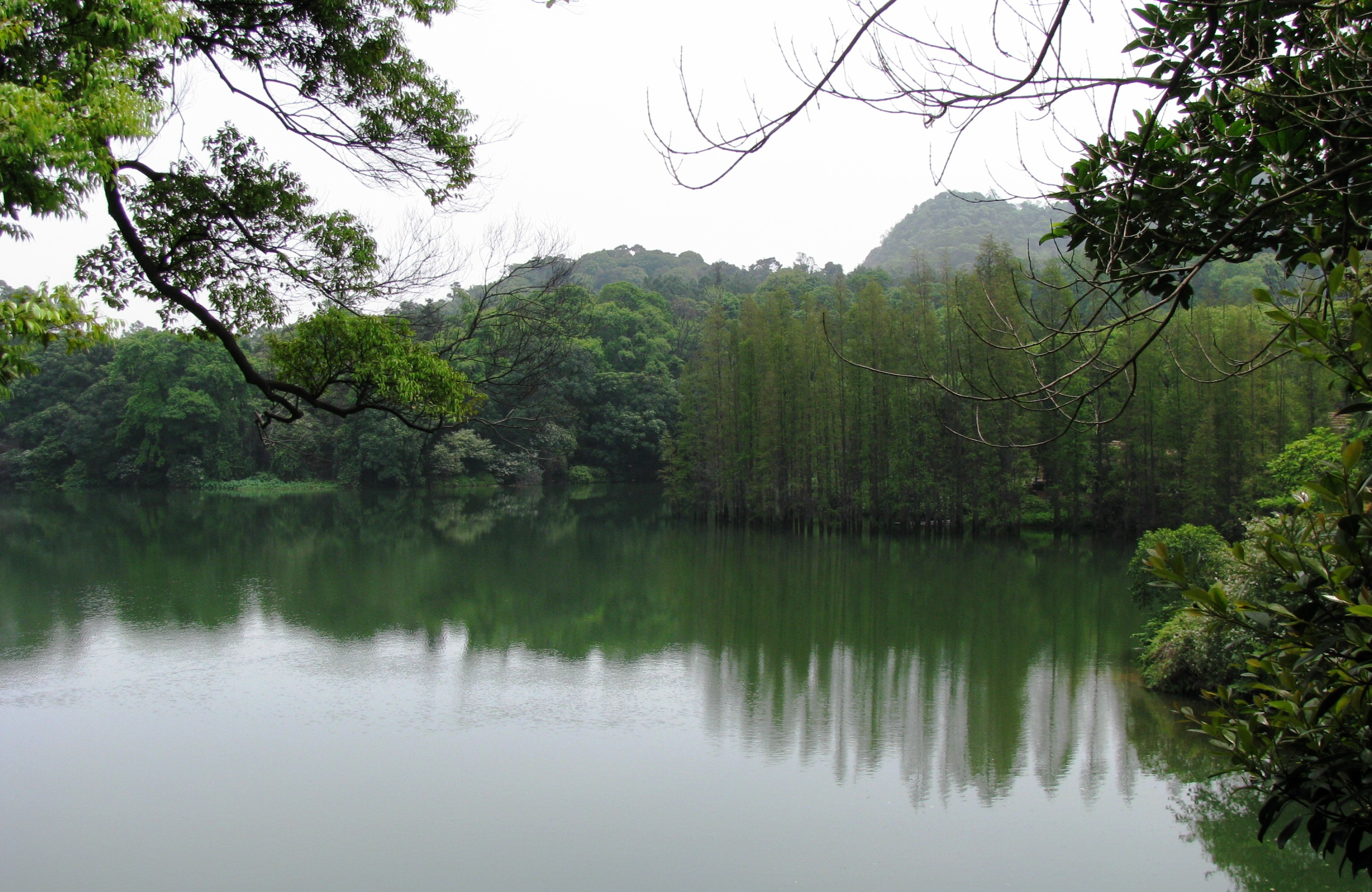
绿水青山

西樵山最有特色的景色是奇峰怪石和流泉飞瀑。西樵山共有72峰，主峰是海拔346米的大秤峰，整个峰群在珠江三角洲百里平川的平原中拔地而起，直耸空庭，清幽秀丽。西樵山上还有42洞和无数的奇崖怪壁，比较有名的是九龙岩、冬菇石、燕岩等，姿态万千，精美绝仑。西樵山林深苔厚，岩石裂隙纵横，储水丰富，共有232处泉眼和28处瀑布，比较有名的是“云崖飞瀑”和“飞叶清泉”。其中清朝的时候，“云崖飞瀑”还是广州的“羊城八景”之一，被称为“西樵云瀑”。

## 人文背景

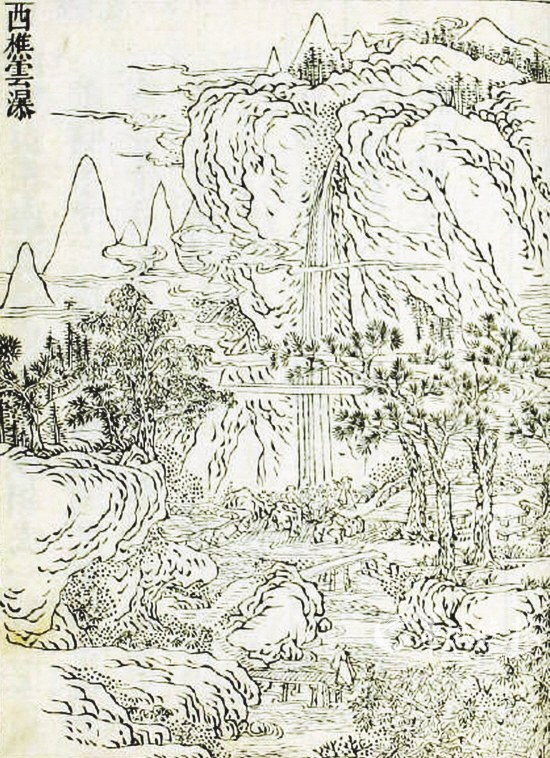
清朝乾隆年間「羊城八景」之一「西樵雲瀑」木刻畫。

西樵山是新石器时代珠江三角洲主要采石场和石器制作场，是华南地区唯一大型古石器制作场，史学界称为“西樵山文化”。自古便有“南粤名山数二樵”之誉。西樵山早在6000－8000年之前就有人类活动，并创造了“双肩石器文化”，其打造的细石器和双肩石斧精细实用，深刻的影响了珠江流域的原始文明，被誉为“珠江文明的灯塔”，广东省四大名山之一。东晋时，西樵山是全国道教中心之一，明清两代为佛道并存之地。明朝和清朝，包括湛若水、何白云在内的一大批文人相继隐居西樵山，在此探求理学，吟诗作画，湛甘泉、方献夫、霍韬、陈白沙等在西樵山开坛讲学、研究理学，使西樵山获得了“南粤理学名山”的美誉。而当中最有名的莫过于康有为，年青的他正是从西樵山出来，开始开拓他的维新大业。西樵山还是以黄飞鸿为代表的“南拳文化”的发源地，黄飞鸿一百多年前诞生于此地，苦炼武功，修心养德，成为武术界的一代宗师。现代，也有不少文人墨客如秦牧、黄施民等都在此留下赞美的诗句。

## 文化特色

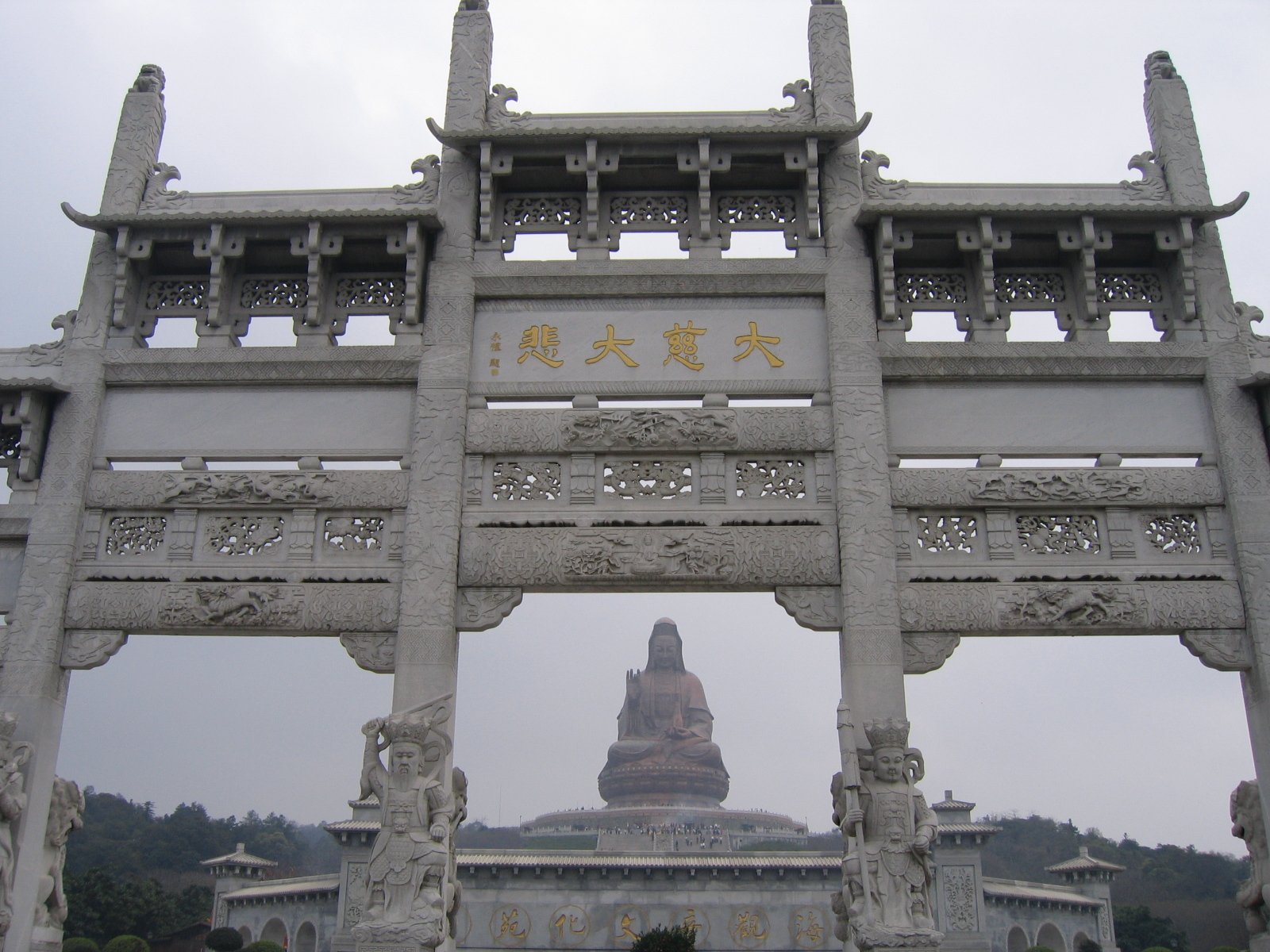
南海观音前的牌坊

西樵山的宗教文化是以佛教、道教和儒教相融合的，景区有一尊高达61.9米的世界第一观音座像，耸立在西樵山的第二高峰——大仙峰上。西樵山的民俗文化是以广府文化为代表的，山下村人的婚嫁习俗和生活习俗都非常特别，充满古朴的民风，“半山扒龙舟”，“阿婆扒龙舟”、“新年狮艺”等是当地最有特色的民间艺术。西樵山的饮食文化为正宗的粤菜文化，以西樵鱼生和豉汁浸鱼头为代表的全鱼宴和西樵蛇餐是西樵粤菜当中最有名气的两套菜，而野菜是西樵的另一种山野特色，西樵野菜有走马风、紫贝菜、佛手瓜等。此外，西樵山的竹子文化、茶文化、陶文化、中药文化等都是当地非常有代表性的文化。

## 景区
现在的西樵山共划分为十大景区，分别为樵山上下，云海莲台（南海观音文化苑）、黄大仙圣境园、黄飞鸿狮艺武术馆、白云洞、天湖公园、碧玉洞、翠岩、石燕岩、九龙岩、四方竹园等。西樵山的票价为50元，一票即可游遍以上景点。景区附近有星级酒店七家，其中云影琼楼酒店（四星）、西樵山大酒店（三星）、金泉酒店（三星）、西岸迎宾馆（三星）等均为三星以上。在广东省汽车客运站、广州市汽车站、芳村车站、广州流花宾馆、广州市芳村坑口地铁站、佛山汽车站等地方均有专线车直达西樵山或西樵汽车站。
2020年12月，南海区西樵镇召开全面建设广东省城乡融合发展改革创新实验区工作推进大会，宣布环西樵山片区是西樵未来三至五年的重点发展区域。

## 延伸阅读
- 《珠江文明的灯塔——西樵山》，深圳新闻网，2002年12月27日。
- 姚德荣：《一枝独秀南海西樵山（页面存档备份，存于）》，网易，2005年12月6日。

[在维基数据编辑]
 《欽定古今圖書集成·方輿彙編·山川典·西樵山部》，出自陈梦雷《古今圖書集成》

## 参看
- 南海区
- 佛山市
- 国家重点风景名胜区